# Linia kolejowa nr 160 (Słowacja)
Linia kolejowa nr 160 Zvolen - Košice – linia kolejowa o długości 233 km, łącząca Zvolen ze stacją Košice. 
Linia jest jednotorowa nie zelektryfikowana.

## Historia linii
Linia została oddana do użytku 1 czerwca 1874 roku.